# مايك ريزنيك
مايك ريزنيك (بالإنجليزية: Mike Resnick)‏‏ (5 مارس 1942 - 9 يناير 2020) كاتب سيناريو، وروائي، وكاتب، وكاتب خيال علمي، ومحرر من الولايات المتحدة.

## الجوائز
- جائزة هوغو لأفضل قصة قصيرة
- جائزة هوغو لأفضل رواية
- جائزة نابيولا لأفضل رواية  [لغات أخرى]‏
- جائزة هوجو لأفضل نوفيلا
- جائزة إدوارد سميث التذكارية [الإنجليزية]‏
- جائزة لوكوس لأفضل رواية  [لغات أخرى]‏
- جائزة إغنوطس لأفضل قصة قصيرة أجنبية  [لغات أخرى]‏
- جائزة هوغو لأفضل قصة قصيرة
- جائزة سايون لأفضل رواية مترجمة  [لغات أخرى]‏
- جائزة إغنوطس لأفضل قصة قصيرة أجنبية  [لغات أخرى]‏
- جائزة هوغو لأفضل قصة قصيرة
- جائزة إغنوطس لأفضل قصة قصيرة أجنبية  [لغات أخرى]‏
- جائزة هوغو

## روابط خارجية
- مايك ريزنيك على موقع IMDb (الإنجليزية)